# Municipio de Ormonds
El municipio de Ormonds (en inglés: Ormonds Township) es un municipio ubicado en el  condado de Greene en el estado estadounidense de Carolina del Norte. En el año 2010 tenía una población de 1980 habitantes.

## Geografía
El municipio de Ormonds se encuentra ubicado en las coordenadas 35°27′38.58″N 77°32′36.89″O / 35.4607167, -77.5435806.